# Alessandro Ciceri (Bischof)
Alessandro Ciceri SJ, auch Alessandro Cicero, (chinesisch 羅歷山; * 28. Mai 1639 in Como, Lombardei; † 22. Dezember 1703 in Nanjing, Kaiserreich China) war ein italienischer Jesuitenmissionar.
Ciceri war ein Verwandter von Papst Innozenz XII. Er trat am 10. Oktober 1655 dem Jesuitenorden bei. Am 2. April 1674 wurde er in Lissabon nach Goa in Indien eingeschifft. 1675 erreichte er Indien. Im April 1677 brach er nach Macau auf. Dort lernte er ab 20. Juli 1677 die Chinesische Sprache. 1682 kehrte er nach Goa zurück. 1685 wurde er zum Prokurator ernannt und reiste dafür nach Rom. Am 6. Februar 1689 wurde er zum Visitator ernannt und kam am 15. Juli 1691 in Macau an. Am 15. Oktober 1691 reiste er nach Peking um über die Predigtfreiheit des Christentums in China zu verhandeln. Am 17. Januar 1692 wurden er mit Ozorio und Suarez von Kaiser Kangxi wohlwollend empfangen. Am 22. März 1692 wurde ein Edikt erlassen, das den Missionaren das Predigen und den Chinesen die Konversion erlaubte. Vier Jahre blieb er in Peking.
1660 errichtete die Propaganda Fide in Rom das Apostolische Vikariat Nanking. Dies verärgerte die Portugiesen, da das Gebiet nun unter direkter Kontrolle des Heiligen Stuhls stand und nicht wie zuvor zum nach dem Padroado verwalteten Bistum Macau gehörte. Papst Alexander VII. schlichtete den Streit, zum Ärger der Propaganda Fide, indem er zwei neue Diözesen in China gründete (Nanking und Peking), die zwar unabhängig von der Diözese Macau waren, aber der Kontrolle des Padroado unterstanden. Am 10. April 1690 wurden die beiden Diözesen errichtet: Der damalige Apostolische Vikar von Nanking, der Dominikaner Gregory Luo Wenzao, wurde zum Bischof von Nanking ernannt und der Franziskaner Bernardino della Chiesa wurde zum Bischof der neu gegründeten Diözese Peking ernannt. Sieben Provinzen wurden der Diözese Nanking und sechs Provinzen der Diözese Peking zugeordnet. 1688 hatte Wenzao vom Heiligen Stuhl die Erlaubnis erhalten, sich einen Koadjutor zu wählen. Nach Wenzaos Tod 1691 folgte ihm der gewählte Koadjutor, der Franziskaner Giovanni Francesco Nicolai, als Bischof nach. Dieser hatte aber von den Portugiesen keine Zustimmung erhalten und erhielt auch nicht die Bischofsweihe. 1690 ernannte der Papst den Jesuiten Francisco Spinola (1654–1694) zum Koadjutor-Bischof von Nanking. Die Portugiesen stimmten der Nominierung zu.
Am 3. Oktober 1693 ernannte Johann V. ihn zum Bischof von Nanjing, obwohl Spinola noch auf dem Weg nach China war. Am 25. Januar 1694 bestätigte Papst Innozenz XII. die Ernennung. Am 5. Februar 1696 weihte João de Casal OSA, Bischof von Macau, ihn in Macau zum Bischof. Am 25. Juni 1696 nahm er Besitz von seiner Diözese. Während seiner Amtszeit spaltete der Ritenstreit die katholischen Kleriker.
Nach Beschwerden der Propaganda Fide erzielte Papst Innozenz XII. 1696 ein neues Abkommen mit dem portugiesischen Monarchen. In ihm wurde die Zuständigkeit der drei Diözesen unter portugiesischer Kontrolle (Macau, Nanking, Peking) auf jeweils zwei Provinzen beschränkt. Für die anderen Provinzen konnte der Vatikan Apostolische Vikare ernennen. Die Diözese Nanking bestand nun aus der Provinz Jiangnan (die heutigen Provinzen Anhui, Jiangsu und Shanghai) und der Provinz Henan. Fünf neue Vikariate wurden unter der Oberhoheit der Propaganda Fide geschaffen.